# Sanitary Movement
Der Begriff Sanitary Movement bzw. Sanitärbewegung bezeichnet eine englische Hygienebewegung in der ersten Hälfte des 19. Jahrhunderts. Sie ist verknüpft mit der Entwicklung der „Public Health“ durch Straßenhygiene, Kanalisation, Wasserklosetts und Frischwasserversorgung. Edwin Chadwicks Report from the Poor Law Commissioners on an Inquiry into the Sanitary Conditions of the Labouring Population of Great Britain (1842) gab den Anstoß für den Public Health Act (1848) und die Gründung des Board of Health. Auch Reformer in den USA wurden hiervon inspiriert.